# یوشیدا شوئین
یوشیدا شوئین (به ژاپنی: 吉田 松陰)؛(زاده ۲۰ سپتامبر ۱۸۳۰ درگذشته ۲۱ نوامبر ۱۸۵۹) معمولاً به نام توراجیرو (به ژاپنی: 寅 次郎) شناخته می‌شود، یکی از برجسته‌ترین روشنفکران ژاپن در سال‌های پایانی شوگون‌سالاری توکوگاوا یا باکوماتسو بود. او خود را وقف پرورش بسیاری از شیشی‌ها یا طرفداران شعار حرمت‌گزاری به امپراتور، اخراج اجنبی کرد که به نوبه خود سهم عمده ای در اصلاحات میجی داشتند.